# Grube Castor
Die Grube Castor war eine Buntmetallerz-Grube des Bensberger Erzreviers in der Ortschaft Kastor von Loope in der Gemeinde Engelskirchen. Sie bestand aus zwei Gängen, dem Castorgang und dem Maxgang.

## Geschichte
Geländespuren eines 600 Meter langen Pingenzugs über dem Castorgang und eines weiteren 130 Meter langen Pingenzugs über dem Maxgang zeugen von einem mittelalterlichen Bergbau, der hier umgegangen ist. Erste schriftliche Aufzeichnungen liegen für die Aufwältigung und Verlängerung des oberen Stollens der Alten im Jahr 1853 vor. 1857 begann man, den tiefen Stollen vorzutreiben und aus einem 40 Meter tiefen Schacht die Ausrichtung der Gänge in Angriff zu nehmen.

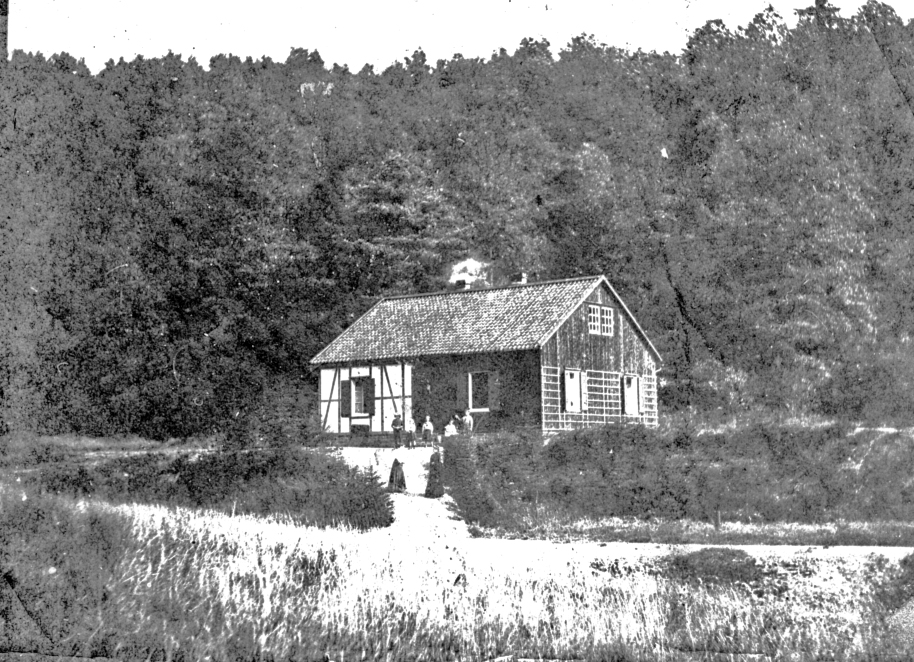
Ehemaliges Zechenhaus am oberen Stollen der Grube Castor 1907

Die Grube Castor war am 28. Oktober 1859 auf Blei, Zink, Kupfer, Spateisenstein und Schwefelkies an die 1837 von dem belgischen Bankier und Industriellen François-Dominique Mosselman gegründete „Société Anonyme des Mines et Fonderies de Zinc de la Vieille-Montagne“ verliehen worden. Sie war eine bedeutende Blei-Zinkerzgrube im Raum Engelskirchen. Der Castor-Gang hatte eine Teufe von 220 Metern. Der Max-Gang war bis auf 270 Meter abgeteuft. Beim Castorgang überwogen die Zinkerze, beim Max-Gang die Bleierze.

## Betrieb und Anlagen
Zunächst hatte man auf der Halde des oberen Stollens eine erste Aufbereitungsanlage gebaut, die aber den Anforderungen nicht mehr genügte. Deshalb schuf man 1861 vor dem Mundloch des tiefen Stollens eine neue Aufbereitungsanlage. In den 1860er Jahren errichtete man auch die bekannte Hängebrücke Kastor über die Agger hinweg, über die man die gewonnenen Erze in Loren auf eine Rampe am linken Aggerufer schaffte. Laut Betriebsbericht beschäftigte man im Jahr 1882 insgesamt 354 Mann und im Jahr 1883 insgesamt 265 Mann. Im März 1889 waren 392 Personen auf der Grube Castor beschäftigt. In den 1890er Jahren zeichnete sich eine Erschöpfung der Lagerstätte ab. Der untertägige Betrieb wurde 1906 eingestellt. Die Aufbereitungsanlage verarbeitete noch die bereits geförderten Rohstoffe und ging anschließend in Ruhestellung.
Zwischen 1922 und 1929 kam es zu Versuchsarbeiten auf der Grube Castor, die eine Wiederinbetriebnahme der Aufbereitungsanlage erforderten. Sodann war seit 1924 die Grube Bruno II in Niederhof wieder in Betrieb, deren Fördergut mit einer drei Kilometer langen Seilbahn zur Weiterverarbeitung in die Aufbereitungsanlage Castor geschafft wurde. Im September 1929 wurden alle Arbeiten eingestellt.

## Bildergalerie

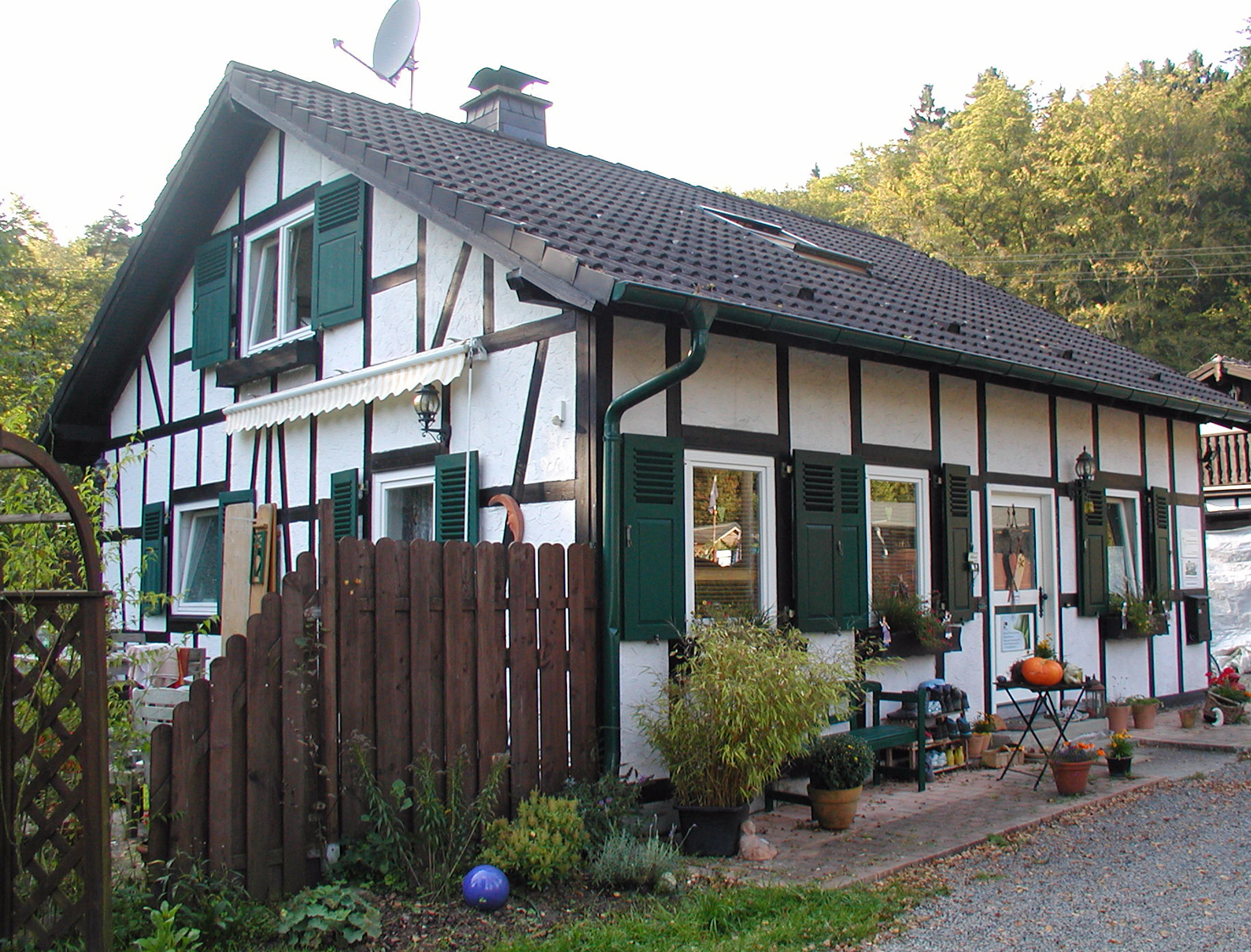
Ehemaliges Zechenhaus der Grube Castor
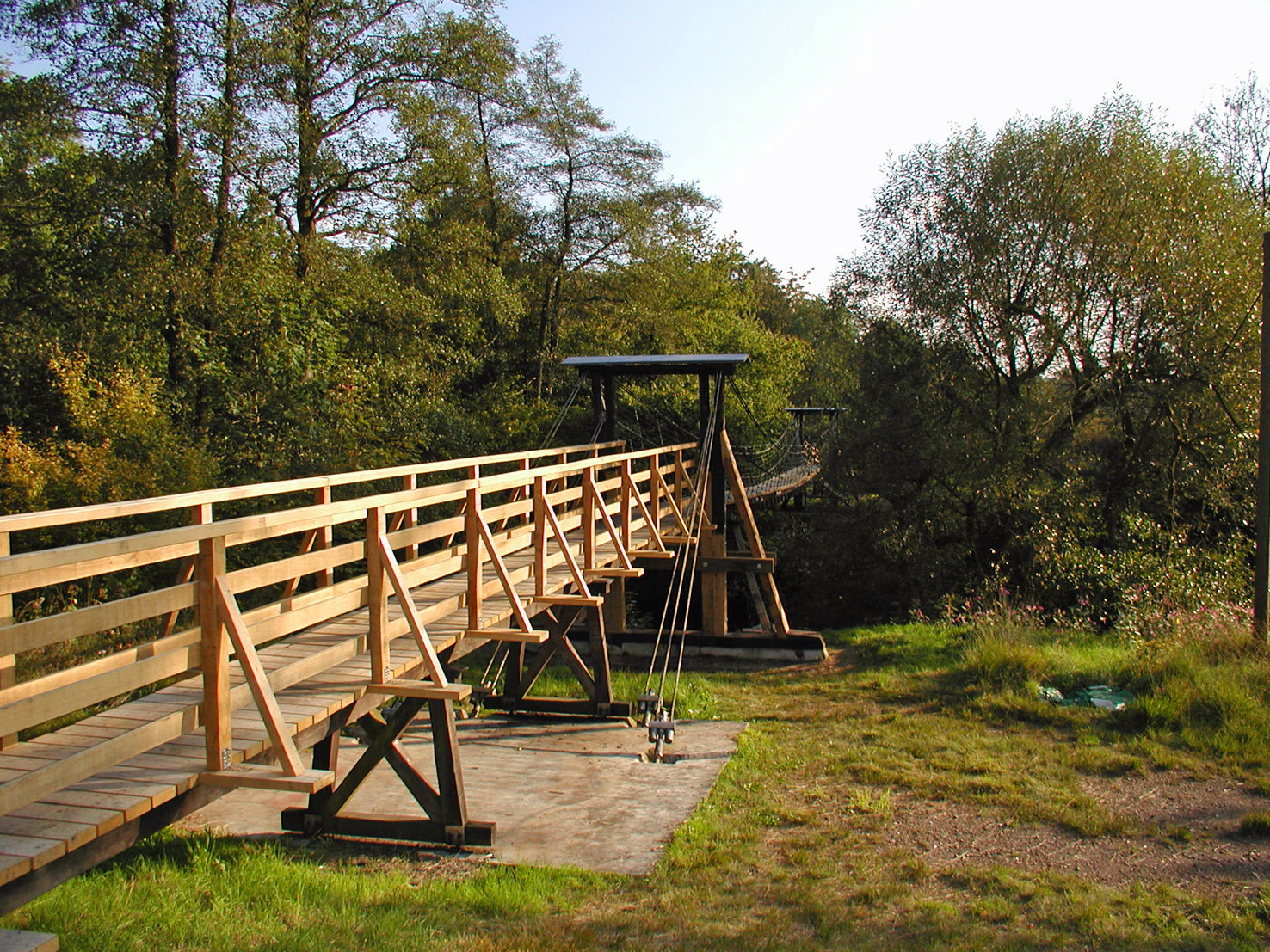
Renovierte Hängebrücke rechte Aggerseite
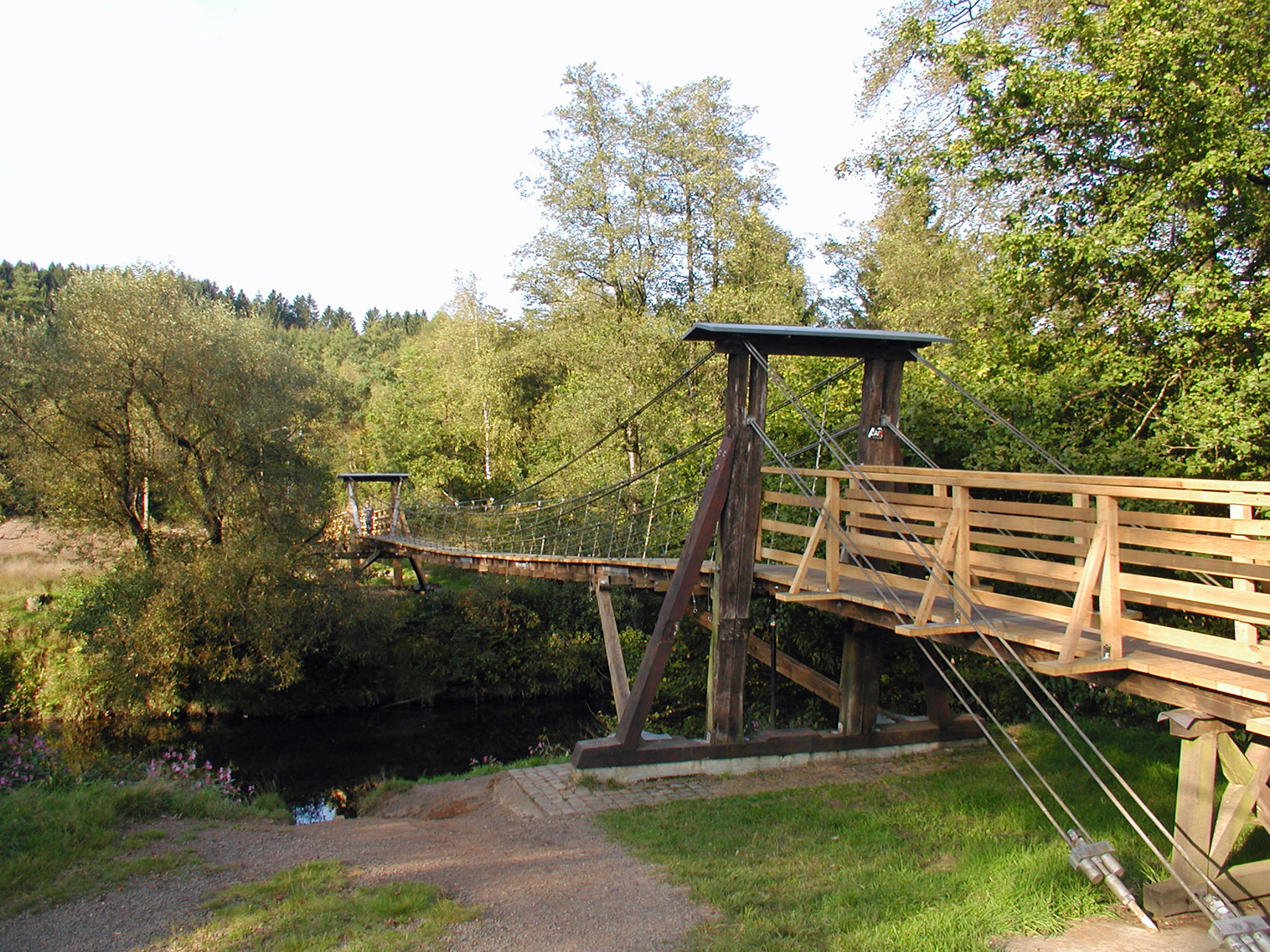
Hängebrücke linke Aggerseite
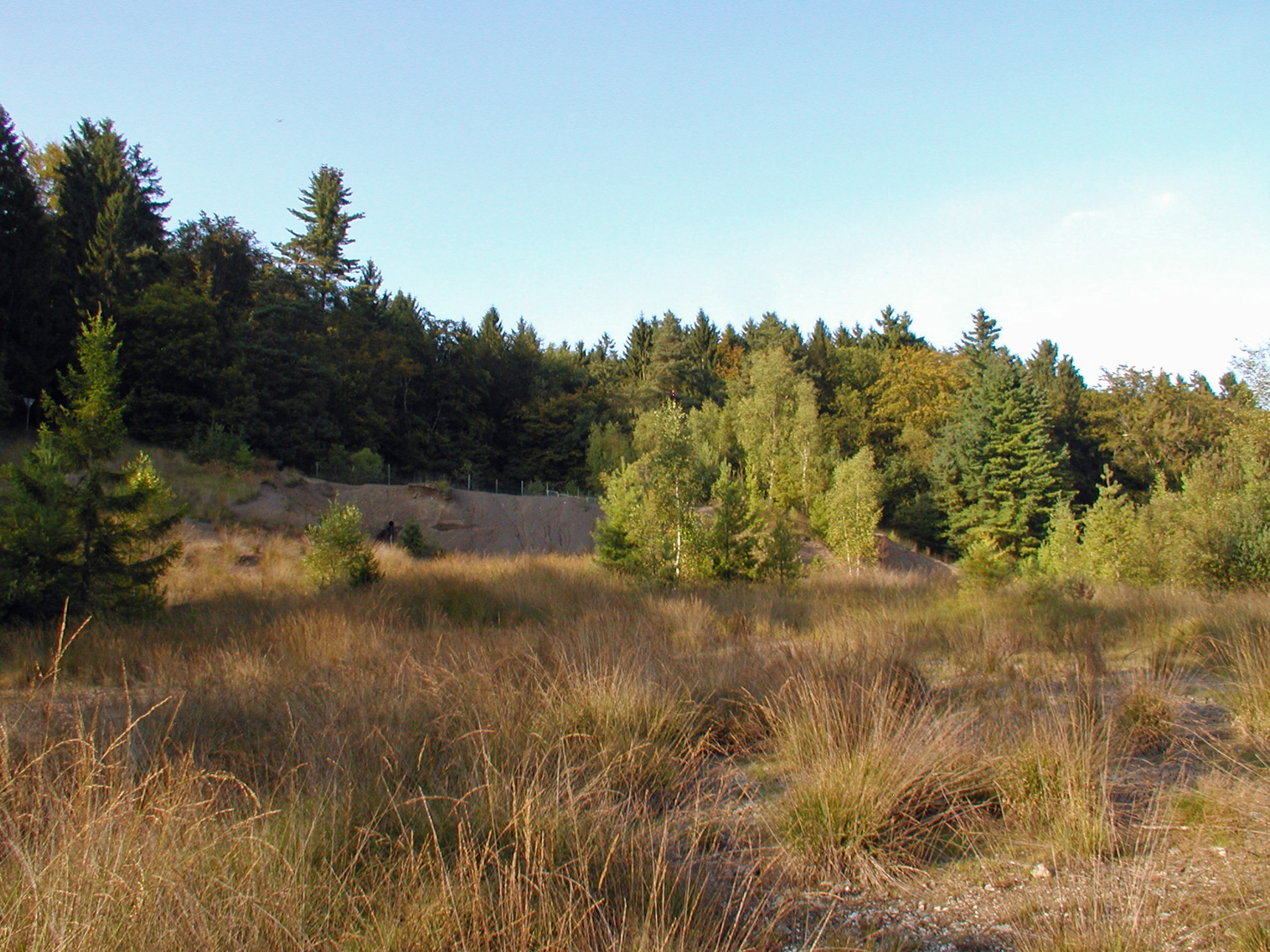
Naturschutzgebiet im ehemaligen Haldenbereich
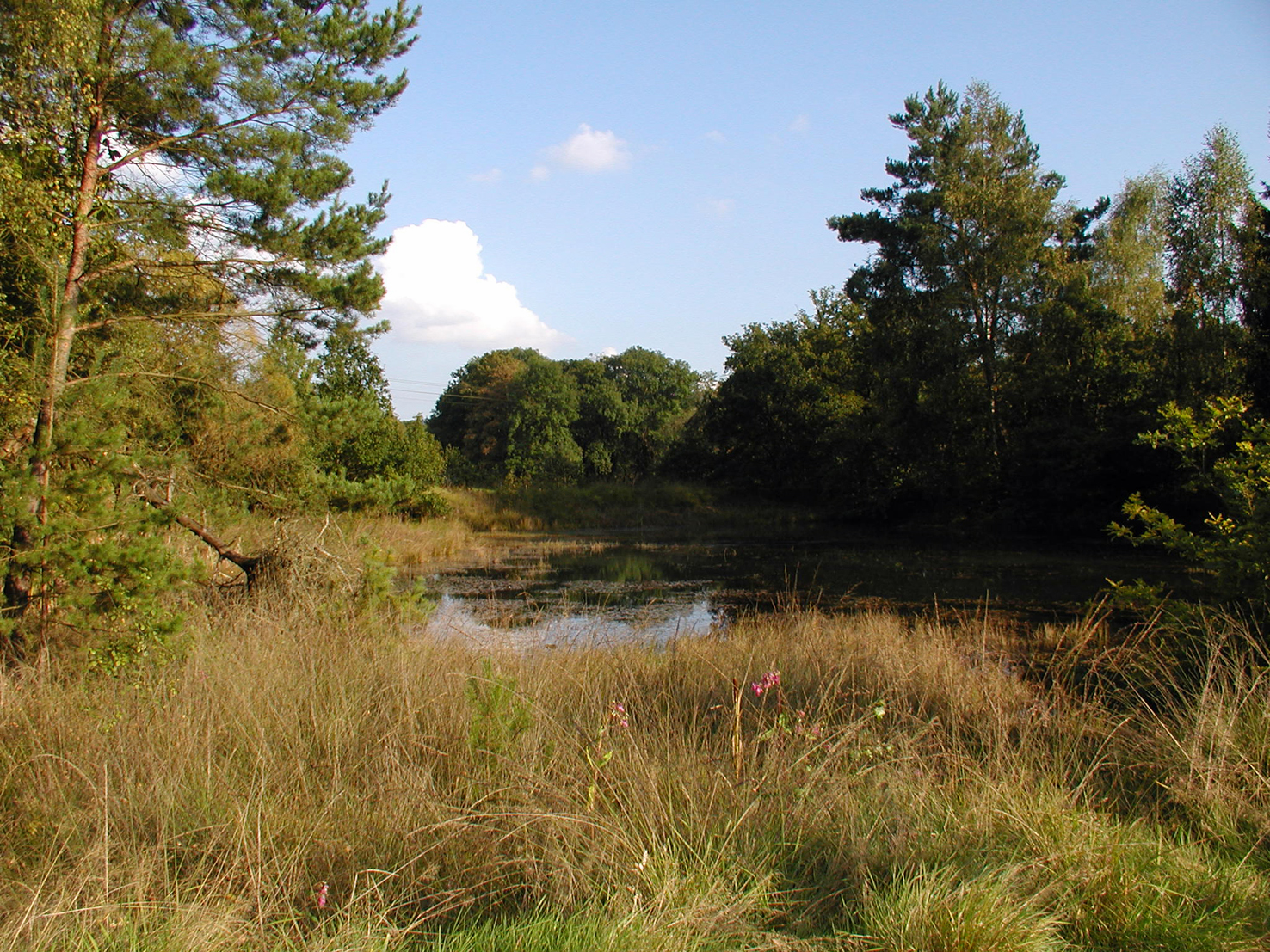
Ehemaliger Klärteich, jetzt Naturschutzgebiet
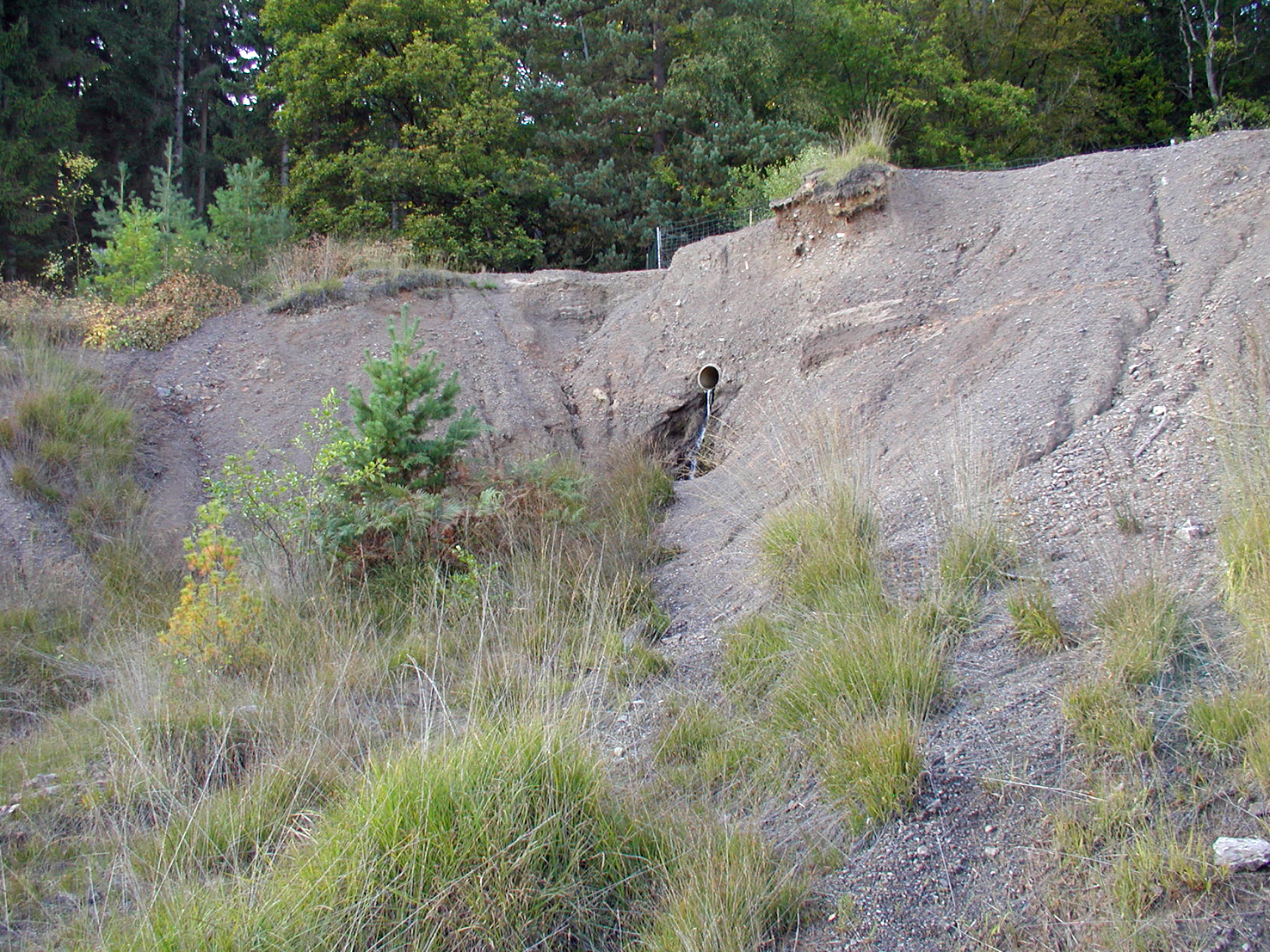
Alte Halden der Grube Castor
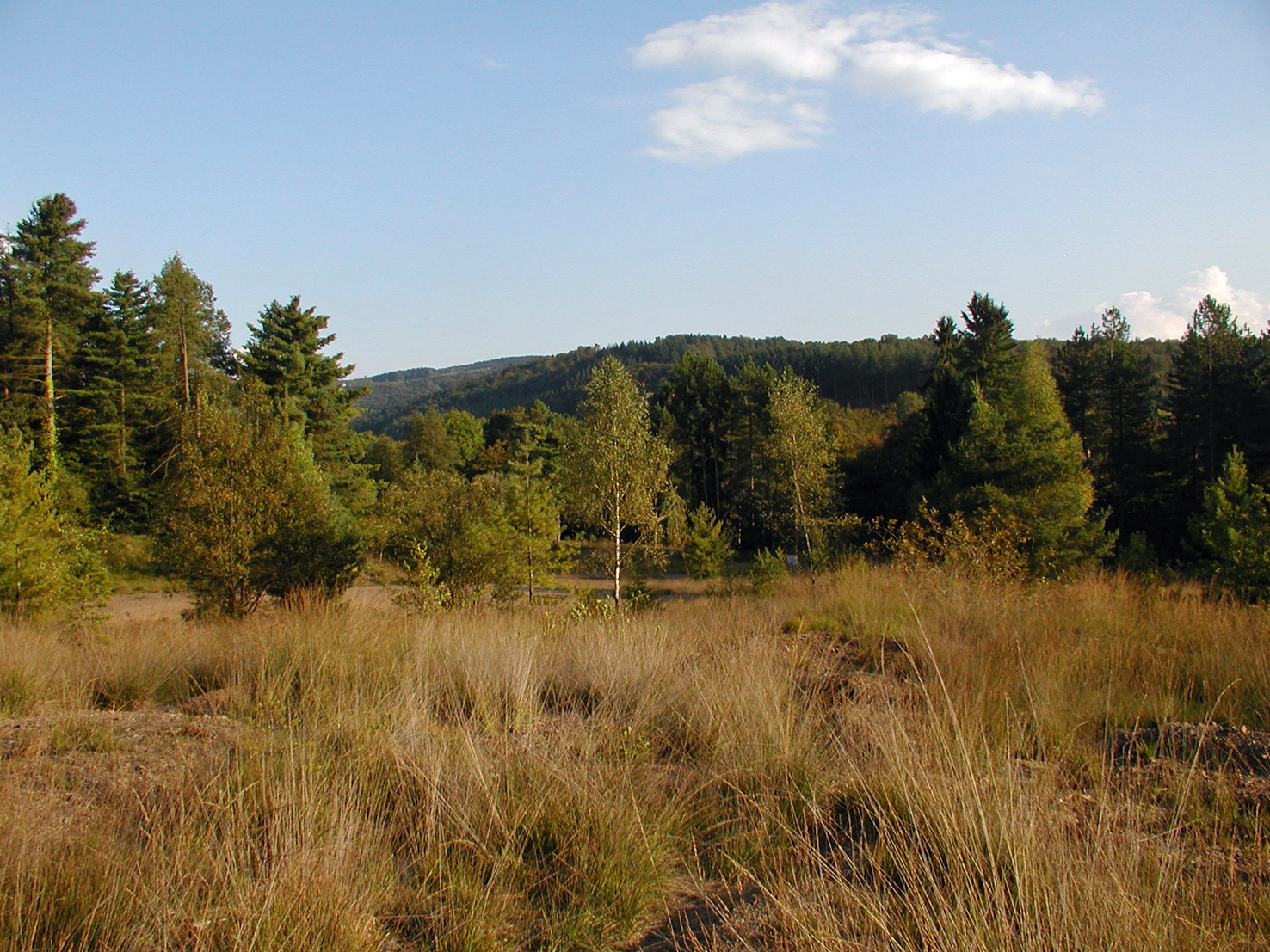
Naturschutzgebiet Grube Castor